# 聖安東尼翁帕洛波

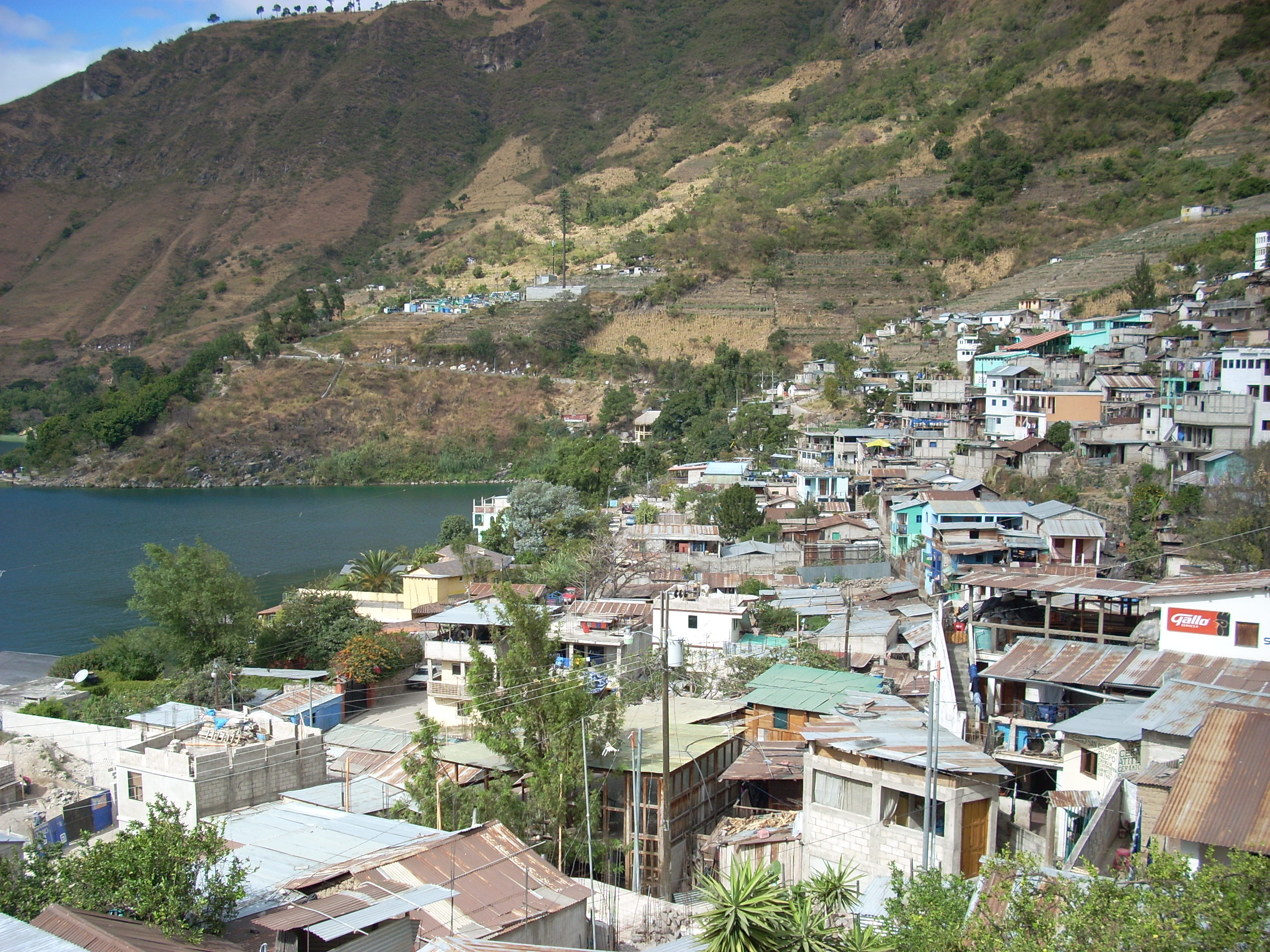

聖安東尼翁帕洛波（西班牙語：San Antonio Palopó），是危地馬拉的城鎮，位於該國西南部，由索洛拉省負責管轄，面積34平方公里，海拔高度1,772米，2002年人口10,520，人口密度每平方公里309.41人。